# Raveniella mucronata
Espèce
Raveniella mucronata est une espèce d'araignées aranéomorphes de la famille des Anapidae.

## Distribution
Cette espèce est endémique du Great Southern en Australie-Occidentale. Elle se rencontre dans la Ravensthorpe Range, dans le parc national de Torndirrup et dans le parc national de la chaîne de Stirling.

## Description
Le mâle holotype mesure 1,23 mm et la femelle paratype mesure 1,25 mm.

## Publication originale
- Rix, Harvey & Roberts, 2010 : A revision of the textricellin spider genus Raveniellan(Araneae: Araneoidea: Micropholcommatidae): exploring patterns of phylogeny and biogeography in an Australian biodiversity hotspot. Invertebrate Systematics, vol. 24, p. 209-237.